# Lyrodiscus muricatus
Lyrodiscus muricatus är en plattmaskart. Lyrodiscus muricatus ingår i släktet Lyrodiscus och familjen Dactylogyridae. Inga underarter finns listade i Catalogue of Life.